# Chibuike Nwaiwu
Chibuike Godfrey Nwaiwu (23 luglio 2003) è un calciatore nigeriano, difensore del Wolfsberger.

## Carriera
Ha iniziato a giocare in Nigeria con la maglia dell'Heartland, dove ha debuttato il 19 dicembre 2021 nell'incontro di Professional Football League pareggiato 3-3 contro il Nasarawa United. La stagione successiva, è stato acquistato dall'Enyimba, altro club della prima divisione nigeriana, con cui trascorre un biennio totalizzando 43 presenze ed una rete in questo torneo, che vince nella stagione 2022-2023 (giocando anche una partita in CAF Champions League nella stagione successiva).
Il 4 settembre 2024, è stato acquistato a titolo definitivo dal Wolfsberger, club della prima divisione austriaca.

## Statistiche

### Presenze e reti nei club
Statistiche aggiornate al 27 ottobre 2024
| Stagione        | Squadra         | Campionato      | Campionato | Campionato | Coppe nazionali | Coppe nazionali | Coppe nazionali | Coppe continentali | Coppe continentali | Coppe continentali | Altre coppe | Altre coppe | Altre coppe | Totale | Totale | Totale |
| Stagione        | Squadra         | Comp            | Pres       | Reti       | Comp            | Pres            | Reti            | Comp               | Pres               | Reti               | Comp        | Pres        | Reti        | Pres   | Reti   |        |
| --------------- | --------------- | --------------- | ---------- | ---------- | --------------- | --------------- | --------------- | ------------------ | ------------------ | ------------------ | ----------- | ----------- | ----------- | ------ | ------ | ------ |
| 2021-2022       | Heartland       | PL              | 15         | 0          | CN              | 0               | 0               | -                  | -                  | -                  | -           | -           | -           | 15     | 0      |        |
| 2022-2023       | Enyimba         | PL              | 22         | 1          | CN              | 0               | 0               | -                  | -                  | -                  | -           | -           | -           | 22     | 1      |        |
| 2023-2024       | Enyimba         | PL              | 21         | 0          | CN              | 0               | 0               | CCL                | 1                  | 0                  | -           | -           | -           | 22     | 0      |        |
| 2024-2025       | Wolfsberger     | BL              | 5          | 1          | CA              | 0               | 0               | -                  | -                  | -                  | -           | -           | -           | 5      | 1      |        |
| Totale carriera | Totale carriera | Totale carriera | 63         | 2          |                 | 0               | 0               |                    | 1                  | 0                  |             | -           | -           | 64     | 2      |        |

## Palmarès

### Club

#### Competizioni nazionali
- Campionato nigeriano: 1

Enyimba: 2022-2023
- Coppa d'Austria: 1

Wolfsberger: 2024-2025